# Tisbe gracilis
Tisbe gracilis är en kräftdjursart som först beskrevs av T. Scott 1895.  Tisbe gracilis ingår i släktet Tisbe och familjen Tisbidae. Arten är reproducerande i Sverige. Inga underarter finns listade i Catalogue of Life.